# Molmo One jezik
Molmo One jezik (aunalei, molmo, onele, oni; ISO 639-3: aun), jedan od šest one jezika porodice torricelli kojim govori oko 500 ljudi (2000 Crowther) u provinciji Sandaun u Papui Novoj Gvineji. Po ranijim podacima 2 206 (1981 Wurm and Hattori) u jedanaest sela.
Postoje tri dijalekta, sjeverni, centralni i južni aunalei. Koriste se i tok pisinom. Pismo: latinica.

## Vanjske poveznice
- Ethnologue (14th)
- Ethnologue (15th)